# Yannick Boli
Yannick Boli (Saint-Maur-des-Fossés, 13 januari 1988) is een Frans-Ivoriaans voetballer die als aanvaller speelt. Hij is een neef van Basile Boli. Met het Ivoriaans voetbalelftal onder 21 won hij in 2010 het Toulon Espoirs-toernooi.

## Carrière
- 1999-2003:  Paris Saint-Germain (jeugd)
- 2001-2004:  INF Clairefontaine (jeugd)
- 2004-2007:  Paris Saint-Germain (jeugd)
- 2007-2010:  Paris Saint-Germain
  - 2008-2009 :  AC Le Havre (huur)
- 2010-2011 :  Nîmes Olympique
- 2012-2013 :  PSFC Tsjernomorets Boergas
- 2013-2014 :  Zorja Loehansk
- 2014-2017 :  Anzji Machatsjkala
- 2017 :  Dalian Yifang
- 2018- :  Colorado Rapids